# Eliphalet Trask
Eliphalet Trask (* 8. Januar 1806 in Monson, Hampden County, Massachusetts; † 9. Dezember 1890 in Springfield, Massachusetts) war ein US-amerikanischer Politiker. Zwischen 1858 und 1861 war er Vizegouverneur des Bundesstaates Massachusetts.

## Werdegang
Im Jahr 1834 kam Eliphalet Trask nach Springfield, wo er in einer Eisengießerei arbeitete. Er war einer der Gründer der St. Paul’s Universalist Church in Springfield. Außerdem wurde er Präsident der Hampden Savings Bank und Direktor bei der First National Bank. Überdies war er auch einer der Direktoren der Mutual Fire Insurance Company. Er war auch Mitglied einer Freimaurerloge.
Politisch war er nacheinander Mitglied der Föderalistischen Partei, der Whigs, der Know-Nothing Party und der Republikaner. Er saß zunächst im Stadtrat von Springfield und wurde 1855 Bürgermeister dieser Stadt. Damals wurde das neue Rathaus fertiggestellt. Er setzte sich gegen den Alkoholkonsum ein. In den Jahren 1856 und 1857 sowie nochmals im Jahr 1862 war er Abgeordneter im Repräsentantenhaus von Massachusetts.
1857 wurde Trask als Republikaner an der Seite von Nathaniel Prentiss Banks zum Vizegouverneur von Massachusetts gewählt. Dieses Amt bekleidete er zwischen 1858 und 1861. Dabei war er Stellvertreter des Gouverneurs. Während des Bürgerkrieges war er an der Aufstellung und Ausrüstung von Einheiten, die zum Heer der Union gehörten, beteiligt. Im Jahr 1870 war er nochmals Mitglied des Stadtrats von Springfield. Er starb am 9. Dezember 1890 in Springfield, wo er auch beigesetzt wurde.